# Dušan Vukotić
Dušan Vukotić (* 7. Februar 1927 in Bileća, Jugoslawien; † 8. Juli 1998 in Krapinske Toplice, Kroatien) war ein jugoslawisch-serbischer Filmregisseur und -produzent von animierten Filmen.

## Leben
Vukotić studierte zunächst Architektur und war dann Zeichner bei der Satirezeitschrift Kerempuh. Er war eines der Gründungsmitglieder von Zagreb Film und hat dort über vier Jahrzehnte gearbeitet. Er war auch Mitglied der montenegrinischen Akademie für Wissenschaft und Kunst. Er lehrte Filmregie an der Zagreber Akademie für dramatische Künste.
Er hat viele Preise mit seinen Filmen gewonnen, darunter auch 1962 einen Oscar für den besten animierten Kurzfilm für Der Ersatz. 1964 war er mit seinem Film Das Spiel für einen Oscar nominiert.
Vukotić starb in Krapinske Toplice im Alter von 71 Jahren.